# Banquete, Texas
Banquete, Texas (енгл. Banquete) насељено је место без административног статуса у америчкој савезној држави Тексас.

## Демографија
По попису из 2010. године број становника је 726.
| Група             | 2000.    | 2010.       |
| Белци             | 0 (0,0%) | 48 (6,6%)   |
| Афроамериканци    | 0 (0,0%) | 0 (0,0%)    |
| Азијати           | 0 (0,0%) | 0 (0,0%)    |
| Хиспаноамериканци | 0 (0,0%) | 673 (92,7%) |
| Укупно            | 0        | 726         |